# ブルネイの銀行の一覧

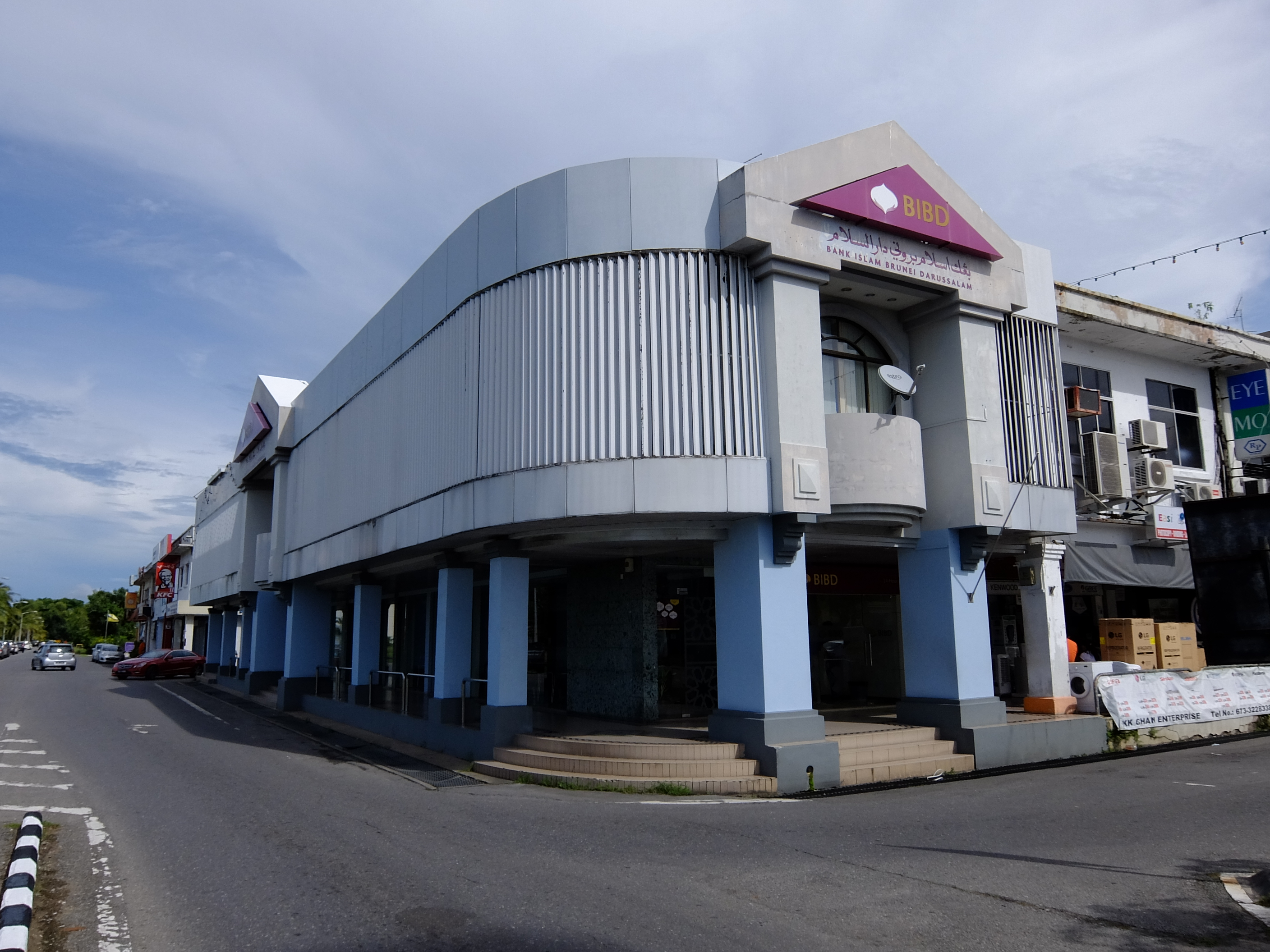
ブルネイ・ダルサラーム・イスラム銀行

ブルネイの銀行の一覧

## 中央銀行
- ブルネイ通貨金融庁　(Autoriti Monetari Brunei Darussalam)

## 商業銀行
- バイドゥリ銀行 (Baiduri Bank Berhad)
- ブルネイ・ダルサラーム・イスラム銀行 (Bank Islam Brunei Darussalam Berhad (BIBD))
- タブン・アマナ・イスラム・ブルネイ銀行 (Perbadanan Tabung Amanah Islam Brunei (TAIB))

## 外資系銀行
- シティバンク (Citibank)
- HSBC銀行 (HSBC Bank)
- メイ銀行 (Malayan Bank (Maybank))
- RHB銀行 (RHB Bank)
- スタンダードチャータード銀行 (Standard Chartered Bank)
- UOB銀行 (United Overseas Bank)